# Pasión de Cristo en Iztapalapa
La Pasión de Cristo en Iztapalapa es una obra teatral épica que se representa anualmente al aire libre  en Iztapalapa, Ciudad de México, durante las celebraciones católicas de la Semana Santa. Recreándose la pasión de Cristo, su primera función fue en 1843.
El evento religioso, realizado con actores y actrices que deben ser nativos de la delegación, convoca anualmente a un estimado de dos millones de personas, siendo esta la celebración cultural más relevante de la alcaldía. Es transmitido en vivo por la televisión nacional mexicana año con año. Es organizado por la asociación civil Comité Organizador de Semana Santa en Ixtapalapa —conformada en 1994—, con apoyo del gobierno local y el Gobierno de la Ciudad de México. El 16 de marzo de 2010, la representación fue declarada Patrimonio Cultural de la Delegación Iztapalapa, dos años después la representación fue declarada Patrimonio Cultural Intangible de la Ciudad de México el 3 de abril de 2012 por el entonces Jefe de Gobierno de la Ciudad de México, Marcelo Ebrard, y once años después la representación fue declarada Patrimonio Cultural Inmaterial de México el 22 de marzo de 2023 por el Instituto Nacional de Antropología e Historia (INAH). El comité organizador busca desde 2011 su reconocimiento como Patrimonio Inmaterial de la Humanidad ante la UNESCO.

## Antecedentes
En la década que nació la representación Iztapalapa se conservaba como un pueblo separado de la gran urbe a 14 kilómetros de la capital; habitado, según la tradición oral, por unas 10 000 personas. La economía principal del pueblo era la agrícola, usando los afluentes del Canal Nacional y el Canal de la Viga para la movilización de sus producciones.
En la época contemporánea, Iztapalapa es la principal concentración urbana más grande de la Ciudad de México. Posee diversos fenómenos culturales entre los que se encuentran festividades y celebraciones religiosas de distinta índole. La división territorial tradicional de las festividades religiosas de los barrios tradicionales iztapalapenses es en dos grandes zonas:
- Atlalilco, integrada por los barrios de Santa Bárbara, San Ignacio y San Lucas Evangelista
- Axomulco, conformada por los barrios de La Asunción, San José, San Miguel, San Pablo y San Pedro

Además de la representación de la Pasión de Cristo, los barrios tradicionales conservan un calendario de distintas celebraciones religiosas y carnavales, entre otras.

## Historia
La tradición local y distintos testimonios orales narran sobre una epidemia de cólera que diezmó al pueblo de lztapalapa en agosto de 1833 que habría causado la muerte de al menos la mitad de los habitantes del pueblo. Estos acudieron en procesión encabezada por niños y huérfanos hasta el santuario del Señor de la Cuevita —una escultura del Santo Entierro de Jesús que se venera hasta nuestros días—  a suplicarle el fin de la epidemia. En cumplimiento de la manda y como agradecimiento realizarían una representación de la pasión de Cristo anualmente, lo cual se habría hecho por primera vez en 1843 con esculturas de la parroquia de San Lucas y del Santo Entierro. Una versión habla sobre testimonios orales de que la representación de la pasión ya se realizaba antes de la epidemia, y el cumplimiento de la manda solo potenció la representación.
Entre 1870 y 1880, los ancianos de los pueblos decidieron que la representación se haría a partir de entonces con niños y niñas.
La representación se ha realizado a puerta cerrada en algunas ocasiones, entre 1926 y 1929 por la Guerra Cristera, además de 2020 y 2021 por la pandemia de COVID-19 en México. Las representaciones de 2020 y 2021 fueron transmitidas por los canales Canal Catorce y Canal Once respectivamente.